# Antonio Dini
Antonio Dini (Firenze, 31 dicembre 1969) è un giornalista e scrittore italiano.

## Biografia
Laureato in Scienze politiche all'università di Firenze, ha perfezionato gli studi alla Scuola di specializzazione per giornalismo e comunicazione dell'università Cattolica di Milano. Lavora come giornalista dal 1993 e vive a Milano. Scrive attualmente per il quotidiano Il Sole 24 Ore, soprattutto sul settimanale Nòva24, e per le riviste L'Espresso, Vanity Fair, Link, Fumettologica e Diario. Inoltre, scrive per il sito di informazione tecnologica Macitynet.it e per il quotidiano online Il Post. Collabora come autore e conduttore con le emittenti radiofoniche Radio 24 (per il programma Novalab24) e Radio Popolare.
È direttore responsabile della rivista Sintesi.
In passato ha lavorato come responsabile della redazione del programma radiofonico quotidiano Condor, in onda tutti i giorni su Radio 2.
Gestisce due blog personali: Il Posto di Antonio, con riflessioni e commenti di cultura generale, e And So What sulla piattaforma Nova100 del Sole 24 Ore.
Dal 2001 collabora con il centro di ricerca sui media dell'Università Cattolica Osservatorio sulla Comunicazione.
È docente del Master in "Comunicazione, Marketing Digitale, Pubblicità Interattiva" dell'Università Cattolica. 

## Il "caso"Emozione Apple
(Paolo Attivissimo)
Alla fine del 2007 viene pubblicato il libro Emozione Apple, "realizzato in sette anni di lavoro, di viaggi, di ricerche, di interviste e di migliaia di persone incontrate a giro per il mondo" e considerato "una delle più complete inchieste giornalistiche sul fenomeno Apple". Il libro va esaurito in pochi mesi e viene quindi ristampato nel 2008 in una nuova versione ampliata. L'attenzione della comunità Apple deriva, oltre che dalle favorevoli recensioni delle principali riviste del settore (come Macworld e Applicando), soprattutto dall'intenso passaparola spontaneo in rete, e anche dalla organizzazione dal basso di una serie di conferenze di presentazione del libro.

## Pubblicazioni
Ha pubblicato alcune opere di analisi economica, giuridica e sociale, tutte edite dal gruppo del Sole 24 Ore:
- Donne e Tecnologia (2005) ISBN 9788883637360
- Le professioni della Comunicazione (2006) ISBN 9788883637827
- Emozione Apple (2007 e seconda edizione ampliata 2008) ISBN 9788883639791
- Yaris, piccolo Genio (2008) ISBN 9788883639890
- Una banca da sogno (2009) ISBN 9788863450781